# Уилям Тафт
Уилям Хауърд Тафт (на английски: William Howard Taft) е 27-ият президент на САЩ (1909 – 1913).
Републиканецът Тафт е военен министър, федерален съдия и генерал–губернатор на Филипините, преди да бъде номиниран за президент на Републиканския национален конвент през 1908 г. с подкрепата на своя предшественик Теодор Рузвелт.
В президентските избори той побеждава Уилям Брайън и по време на мандата си преследва съдебно тръстовете, засилва позициите на Междущатската търговска комисия, разширява позициите, които трябва да се считат за държавна служба, и подобрява значително пощенската система. Две поправки на Конституцията на САЩ са приети по време на неговото управление: 16–ата поправка, даваща право на федерален данък върху приходите, и 17–ата поправка, която въвежда задължителни преки избори за сенатори от страна на населението, вместо възможността те да се избират от щатските парламенти. Той е първият президент, който се настанява в Овалния офис, когато той е отворен през октомври 1909 г.
Към края на управлението си, Тафт къса контактите с Рузвелт и това е една от най-известните политически караници в американската история. В изборите през 1912 г. Тафт губи, понеже Рузвелт се кандидатира за президент от името на новосформираната Прогресивна партия и по този начин разделя вота на републиканските избиратели и така дава поста на Удроу Уилсън. По-късно Тафт става председател на Върховния съд и е единственият президент, който е бил и върховен съдия.

## Ранни години и кариера
Тафт е роден на 15 септември 1857 г. в Синсинати, Охайо. Майка му Луиза Тори е възпитаничка на либералния колеж Маунт Холиок, а баща му Алфонсо Тафт е известен деец на републиканската партия, който е военен министър в кабинета на Юлисис Грант. Както баща си, младият Тафт посещава колежа на Университета Йейл, а след него посещава Синсинати лоу скул и започва политическа кариера в Охайо, малко след като придобива адвокатска правоспособност през 1880 г.
През 1892 г. Тафт е назначен от президента Бенджамин Харисън за асоцииран съдия към създадения току-що Апелативен окръжен съд, пост на който той служи до 1900 г. През 1900 г. президентът Уилям Маккинли го назначава за председател на комисията по организацията на властта във Филипините, които са придобити от САЩ при войната с Испания и последвалия Парижки договор от 1898 г. От 1901 до 1903 Тафт е първият цивилен губернатор на Филипините. През 1903 г. Теодор Рузвелт го назначава за военен министър и той се връща в САЩ.

## Президентство
След като служи почти два пълни мандата, популярният Теодор Рузвелт отказва да се кандидатира за нов в предстоящите през 1908 г. избори. Вместо това посочва Тафт за следващия президент от Републиканската партия. С помощта на Рузвелт, Тафт уверено побеждава демократа Уилям Брайън. По време на своето президентство Тафт се отчуждава от по-либерално настроените членове на партията, които продължават да считат Рузвелт за свой ръководител.
Тафт продължава законовата битка с тръстовете, дава нови права на Междущатската търговска комисия, създава Националния парк Йелоустоун, учредява пощенска спестовна банка и колетна пощенска служба, разширява кръга на длъжностите, които се считат за държавна служба и дава подкрепата си за две поправки на конституцията. 16–та поправка дава право на въвеждане на федерален данък върху приходите, а 17–та поправка, ратифицирана през 1913 г., въвежда задължителни избори за сенатори от страна на населението на отделните щати, с което се заменя съществуващата дотогава система изборът да се прави от щатските парламенти. Той подписва закона, с който се създава Трудовия департамент на САЩ.
Като опозиция на посочените достижения са: подкрепата на Тафт за защитни мита, което вбесява либерално настроените среди, опозицията му за влизането на щата Аризона в Съюза, поради неговата либерална конституция; растящото влияние на консервативното крило на партията му. През 1910 г. партията на Тафт е разделена.
Прогресивните републиканци открито се противопоставят на Тафт по време на изборите за Конгрес от 1910 г. и на републиканските първични избори през 1912 г. Когато Тафт печели номинацията на Републиканската партия, прогресивните организират конкурентна Прогресивната партия на САЩ и избират Теодор Рузвелт, който да се кандидатира срещу Тафт в общите избори. Това помага да се раздели републиканския вот и се стига до избора на демократа Удроу Уилсън.
По показания на очевидци, а и самият Тафт признава, че по време на президентския мандат е страдал от дисомния (разстройство, при което се стига до спиране на дишането по време на сън), последица от теглото му от 136 до 159 килограма. Легендарната му способност да заспива по всяко време и при всякакви условия е била обществена тайна и причина за неудобство за събеседниците му. Година след напускането на президентския пост Тафт губи почти 32 килограма от теглото си, което и спасява живота му.

## Назначенията на Тафт във Върховния съд
Тафт назначава 5 съдии във Върховния съд, като повече от него (шест) са назначавали само Джордж Вашингтон и ФДР, а по пет назначения имат Ендрю Джаксън и Ейбрахъм Линкълн. Необикновената възможност да направи петте назначения само за един мандат на съда – 1910 – 1911 е причинена от лошите назначения в съда през 1909 г. Най-младият, съдия Муди е толкова болен, че напуска съдийската банка през 1909 г. и никога не се връща, четирима съдии са над 70 години в различни стадии на боледуване и трима умират до 1910 г. Може би затова 4 от назначенията на Тафт са сравнително млади хора от 48 до 54 години.

## Председател на Върховния съд
От 1921 до 1930 година Тафт е председател на Върховния съд на САЩ. Той е единственият президент, който е заемал този пост и единственият бивш такъв, който е заклевал новите президенти, а именно Калвин Кулидж и Хърбърт Хувър. Той е и първият председател на Върховния съд, който няма предишен опит на върховен съдия. В опита си да направи съда по-ефективен той подпомага приемането на закон през 1925 г., който дава на прецедентите на Върховния съд национално значение.
Тафт се оттегля от поста председател на 3 февруари 1930 г., поради влошеното си здраве. Той умира 33 дни по-късно, на 8 март. След три дни е погребан в Националното гробище Арлингтън и това са тленните останки на първия президент, които са положени в това гробище, другият президент погребан там е Джон Кенеди.
През 1938 г. трето поколение Тафт влиза в политиката с избирането на най-големия син на президента Робърт Тафт за сенатор. Яростен опонент на Новия курс на ФДР той е лидер на републиканците в сената от 1939 до 1953 година. Другият му син – Чарлс Фелпс Тафт е кмет на Синсинати, Охайо. Внукът на президента – Робърт Тафт-младши, е сенатор от Охайо (1971 – 1978). Правнукът на президента – Робърт Тафт III, е губернатор на Охайо (1999 – 2007); Уилям Хауърд Тафт III е бил посланик в Ирландия; Уилям Хауърд Тафт IV е високопоставен чиновник в държавния департамент.

## Любопитни факти
- Тафт до такава степен е бил пълен, че няколко пъти се е заклещвал във ваната на Белия дом. Това води до поставянето на такава, която да може да побира всички работници, които я поставят. Тафт е най-едрият и най-тежък президент.
- В Манила, Филипините, една от двете основни артерии на града е наречена на негово име.